# Kumla kyrka, Östergötland
Kumla kyrka är en kyrkobyggnad i Kumla socken och Väderstads församling, Östergötland. Den ligger 4 km nordväst om Väderstad och tillhör Linköpings stift.

## Kyrkobyggnaden
Kumla kyrka är belägen vid sjön Tåkern. Stenkyrkan har sin planform relativt oförändrad sedan medeltiden. I korabsiden finns en skulpterad piscina bevarad, fragment finns av dopfunt från byggnadstiden. Kyrkan har rektangulärt långhus med smalare absidkor och sakristia vidbyggd på korets nordsida. Ingång sker från västgaveln. Kyrkan täcks av sadeltak. Från romansk tid härstammar absidkoret och långhusets östra del. Sakristian är troligen medeltida. Dörren till sakristian är medeltida i trä med järnskodd utsida.

## Historik
Den lilla romanska kalkstenskyrkan uppfördes vid 1100-talets slut, men har sedan dess genomgått flera ombyggnader, även om den medeltida karaktären har bibehållits intakt. Kyrkan hade även ett medeltida västtorn, dess överdel revs dock 1818 på grund av sprickbildningar och tornets undre del införlivades under långhustaket. Vid samma tid revs 1400-talsvalven i långhuset och ersattes av ett trätunnvalv. På 1950-talet omkalkades kyrkan. och kyrkklockorna hänger sedan dess i en klockstapel.

## Inventarier

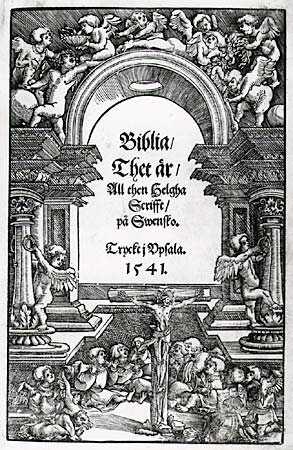
I Kumla kyrka finns ett exemplar av Sveriges äldsta bibel

- Minnestavla över Karl XII:s tal från 1700-talet. Tavlan har en svartmålad ram. Den är 104 centimeter hög och 77 centimeter bred.
- Två nummertavlor i trä. De är ovala med förgylld ram. Det finns ett utskuret överstycke med fabeldjur, blommor, blad och en krona som idag är borttagna. De är 83 centimeter höga och 50 centimeter breda.
- Rökelsekar av brons (malm) från medeltiden. Den har tre kedjor sammanfogade i ett trepass. Halvsfäriskt helt understycke på rund fot. Genombrutet överstycke med kastalliknande krön och kors. Den renoverades 2007 i Stockholm. Den är 23 centimeter hög.[2]
- Krucifix i trä tillverkad 1940 från Oberammergau i Österrike som skänkts av syföreningen 1940. Korset är brunmålat med Kristusfigur med förgyllt ländkläde. Den är 60 centimeter hög.
- Altarskåp av ek, är tillverkat i Lübeck och är från 1400-talets andra hälft, (bilder). Överst finns Marias kröning flankerat av två skägglösa helgon. Under är Andreas med X-korset, Petrus med nyckeln, Paulus med stavkorset och Johannes med kalken. Flygeldörren på vänster sida föreställer Bebådelsen och Jesu födelse. Flygeldörren på höger sida föreställer Kristi gisslande och törnekröningen. Målningarna på dörrarna har målats om under 1800-talet och äldre färgskikt ligger under det nuvarande. Skåpet har restaurerats flera gånger. Kantat upptill av utskurna och förgyllda krabbor. Altarskåpet är skänkt till Kumla kyrka under 1700-talets början av Svanshals församling och kommer då från Svanshals kyrka. Det är 155 centimeter högt och 287 centimeter brett. 1934 konserverades och omförgylldes altarskåpet.
- Altartavla (triptyk) i trä och furu från 1600-talet. Bilden i mitten föreställer korsfästelsen. Bilden på vänster flygel föreställer Kristi dop och till höger uppståndelsen. Dörrarnas utsidor är ådringsmålade i gulockra. Mittpannåns krön har en målad framställning av Guds lamm. Nertill i mitten är en målad text: Vide pecator suspensum I. Stipite christum hoc prote patitu. Sub eru... factus homo. Non homo nons. Stus eueris si no. Is... mare. Vem prote so... is amore mor. Färgen är gammal och troligtvis inte original. Den är 133 centimeter hög och 202 centimeter bred.
- Fattigstock i trä från 1600-talet med åttakantig bössa. Den är vitmålad. Den har två kistlås och ett trattformat myntinkast. Den är 91 centimeter hög.
- Dopfunt från 1200-talet med bladformer.
- Dopfuntsskål i silver med bord och duk, skänkt 1953 av Märta Ottosson i Tungelunda.
- Altarkors i trä från 1814. Korset står på en fot med fyra korta svängda ben. Det är gråmålat med detaljer i slagmetall. På korsets baksida står inskrivet: Åsby Hansegård den hekliga lån fredagen 8/4 1814 af tacksamma Christina för Jesu död H:O:S C:S H:C:S A:F:R L:E:S:h EBR:12:V2. Den är 133 centimeter hög.
- Kista av trä från 1600-talet. Kistan är svartmålad och är rikt järnbeslagen och den har även tre kistlås. I kistan förvarades förr nattvardskärlen.[2]
- Altarrundeln är från 1800-talet tillverkad i trä och målad i två nyanser av grått. Den har förgyllda lister. 2003 ommålades och omförgylldes den av bröderna Gustavsson.
- Läktarbarriären är i trä från 1700-talet. Den är grönmarmorerad med gröna fyllningar. 2003 ommålades den.
- Bänkarna i kyrkan är tillverkade i trä och är från 1800-talet. De är ådringsmålade i ekimitation. 2003 ommålades de av bröderna Gustavsson.
- Tavla över kyrkoherde Aug. Flygare i enkel ram från 1800-talet.
- Taklisten i långhuset är marmorerad i grönt och rött.
- Dopskål i silver från 1950-talet. Den har en rund och godronnerad (dekorerad) fot. Skålen är tillverkad av Guldsmedsaktiebolaget, Stockholm. Den är även halvsfärisk med en enkel graverad dekor: Gåva till Kumla kyrka av Märta Ottoson 1953. Den är 9,5 centimeter hög och 21 centimeter bred.
- Dopskål i mässing från 1600-talet eller 1700-talet. Den är cylindrisk med brätte. Den är 8 centimeter hög och 23 centimeter bred.

### Predikstol
- Predikstolen är från 1877, och eventuellt tillverkad av byggmästarbröderna Nyström som också kan ha ritat bänkinredningen. Den är en rund baldakin med fyra ramfält. I ramfälten är dekorerade med ankare, kalk, kors och lagtavlorna. Fälten skiljs åt av kannelerade pilastrar. Predikstolen är gråmålad med förgyllda lister och dekor. Korgen står på en dopfuntssockel. Predikstolen ommålades och omförgylldes 2003 av bröderna Gustavsson. Den tidigare predikstolen var tillverkad 1755 av Hans Setterberg (1713–1797), Vadstena och målad av Sven Gustafsson Stoltz, Vadstena.

### Ljusredskap
- Tre stycken lampetter skänkta av Behron i Sjötuna.
- En ljusplåt skänkt av Herman Hermansson i Gärdslösa.
- Två ljusstakar i gulmetall och mässing (malm) från 1800-talet. De är fyrsidiga på fyra kulfötter, har cylindriskt skaft och rund ljushållare. De är 16 centimeter höga och 8,3 centimeter breda.
- Två ljusstakar i gulmetall och mässing från 1800-talet. De är fyrsidiga på fyra kulfötter, har balusterformat skaft och urnformad ljushållare. De är 22 centimeter höga och 8,3 centimeter breda.
- Två ljusstakar i mässing och försilvring (nysilver). De har hållare för två ljus. De är i rokokostil med knäckad dekor. Foten är rund och skaftet är balusterformat. Ljusarmarna är S-formade och löstagbara. Ljushållarna är urnformade. I mitten av ljusstaken är en knopp. De är 29,5 centimeter höga. Ljusstakarna har märkningen: I S A försilfv mässing.
- Två ljusstakar i tenn från 1699 tillverkade av Gabriel Bert (den äldre), Västerås. Skaftet är cylindriskt med en vulst på mitten och där nere en stor droppbricka med rik driven blomdekor. Foten är profilerad rund. På foten finns inskriptionen P. E. S. W M. E. D. H 99. De är skänkta 1699. De är 27,5 centimeter höga och 19, 8 centimeter breda. Komministern Per Wettersten hustru Margareta Eriksdotter Hemmingias testamenteras efter sin död 7 juni 1699 dess ljusstakar.
- Två ljusstakar i tenn från 1600-talet. De har ett mörke av en krönt rosenstämpel. Foten är åttakantig, skaftet är fasetterat med en smal vulst i mitten och med övre och nedre droppbricka. De är 30,5 centimeter höga och 21,5 centimeter breda.
- Två ljusstakar i tenn från 1700-talet tillverkade av Gabriel Berg, Linköping. De har en rund fot, spiralvridet skaft med övre och nedre droppbricka. De är märka: E X B H. De är 15,5 centimeter höga och 13 centimeter breda.
- Två ljusstakar i tenn från 1832 tillverkade av Nils Eric Justelius, Eksjö. De har fyrkantig gallerformad fot på fyra kulfötter, foten är även klockformad. Kannelerat skaft och rund ljushållare. De är 29,5 centimeter höga och 11,5 centimeter breda.
- Två ljusstakar i tenn från 1837 tillverkade av Nils Eric Justelius, Eksjö. De har kvadratisk fotplatta på kulfötter med rankdekor längs kanten, foten är även klockformad. Kannelerat skaft som är avsmalnande uppåt och urnformade kannelerade ljuspipor. De är 24,5 centimeter höga och 10 centimeter breda.
- Fyra stycken golvljusstakar i trä från 1965. De är förgyllda med utskuren bladdekor och har rund fot på kulfötter, skaft med dekor och urnformad ljushållare. De är 140 centimeter höga.
- Två lampetter i gulmetall och mässing från 1600-talet. De är rikt dekorerade med blomblad och fruktdekor. Huvudplåten är oval med avsmalnande sidor nedåt. I mitten är en oval konvex buckla.Ljusarmen är S-formad med veckad droppbricka och ljushållaren är cylindrisk. Ovanför huvudplåten finns ett trapetsformat överstycke med en palmett. De är 44 centimeter höga och 24 centimeter breda.
- Två ljusarmar i smide med spiralornament. På dem finns runda droppbrickor och cylindrisk ljushållare. De är 21 centimeter långa.
- Sju ljusarmar av smide. De är bågställda och 19 centimeter långa.
- Fyra ljusarmar i mässing som har S-formade armar och cylindrisk ljushållare. De är 16 centimeter långa. Från 1900-talet.
- Ljuskrona för fyra ljus i gulmetall och mässing från 1967. Den har profilerad mittståndare. Ljusarmarna är S-formade med bladornament med musselformade droppbrickor. Ljushållarna är urnformade. På övre delen är en bygelkrans.
- Ljuskrona för åtta ljus i gulmetall och mässing (malm) från 1743. Kronan skänktes 1743 av Mattias von Björnbourg och hustrun Anna Maria Rudbeck på Sjötuna.[2] Den har profilerad mittståndare, S-formade ljusarmar med odjurshuvuden och huvudprofiler på inre upprullningen. Musselformade droppbrickor och ljushållarna är höga och cylindriska med flikad kant. På övre delen är en krans av blomkalkar krönt av en dubbelörn. Stor bottenkulan är godronnerad på nedre halvan. På botten finns en svarvad kotte av 1600-tals typ. Inskrift på botten av ljuskronan: Öffwrste Leutnanten Wlborne her Matthias von Biörnborg med des kiära huus fru Wellb. fru Ana Maria Rudbek hafwa sig till åminelse ifrån siötuna skienckt sin sokn kyrkio Kumbla denna crona d 4 fenr: ao 1743. Kronan är 90 centimeter hög.
- Ljuskrona för åtta ljus i gulmetall, brons och glas från 1800-talet. Skänkt på 1850-talet från gården Gärdslösa. Kronan hänger i fyra ornerade kedjor. Stommen till kronan är av mässing och brons med rik dekor i from av blad och palmetter. Den har grenliknande armar och urnformade ljushållare. Varje arm och den nedre knoppen är behängd med slipade glaskläppar. Den är 37 centimeter hög.
- Ljuskrona för fyra ljus i trä, tillverkad av Bengt Larsson. Hängdes upp i kyrkan den 21 december 1704. Den har profilsvarvad mittståndare och S-formade skurna ljusarmar. Ljushållarna är runda och svarvade och sekundärt bronserad. Den är 42 centimeter hög.
- Ljuslykta i glas och bly (blyinfattning) från 1900-talet. Den har plats för fyra ljus.
- Två ljusstakar i gulmetall och mässing från 1900-talet. De har en fyrkantig fot på fötter.

### Nattvardsservis
- Kalk och patén är tillverkad 1698 av Gabriel Roschier, Stockholm.[2]
- Oblatask av tenn tillverkad 1698 av Samuel Persson Hult, Norrköping.[2] Köpt av komministern Per Wettersten och Margareta Hemmingia.
- Vinkanna av tenn från 1500-talet eller 1600-talet med inskriptionen Nils Winberg.
- Vinkanna i nysilver tillverkad under 1800-talet av Carlström.
- Sockenbudstyg, kalk och patén från 1809 tillverkade av Per Gustaf Strömberg, Linköping. De står i ett skinnklätt träfodral. De är tillverkade i silver med förgyllning.

### Klockor
- Storklockan är troligtvis från 1500-talet och göts om den 9 juni 1741 av Magnus Hultman, Norrköping. Den har inskriptionen: Mit liud behagar men'skom wäl 
Men Guds ord frögdar hennes Siäl 
När bön och sång blir hörd hos Gud 
Tå är thet bättre än mitt liud.[2]

- Lillklockan göts 1773 av Jöns Magnus Fries, Jönköping. Den göts om 1818 av Lars Öhman, Norrköping. Den har följande text inskriven: Christen då mitt klara ljud tränger till ditt öra 
Kom att lofva Herran Gud Låt hans Ord dig röra 
När iag och förkunna får någon här afliden 
Vet att tänka på din bår Akta Nådetiden 
Om jag vådar vådelds brand uti någon hydda 
Hasta med en hjelpsam hand nästans gods att skydda.[2]

### Textilier
- Mässhake i siden (silke) från 1642. Skänkt av Erik Ulfsparre af Broxvik och hustrun Agneta Grip på Sjötuna. Mässhaken är gul med röda liljor. På baksidan är ett knypplat kors av guldtråd och silvertråd på sidenbotten. På övre delen av korset är ett INRI-band och på nedre delen årtalet 1642. Korset flankeras av två vapensköldar och namnen Erich Wlesparre och Agneta Grip. På sidbotten finns ett berömt mönster som har kallats "Kumlagallret". Mässhaken har lånats ut till jubileumsutställningen 1938 i Delaware.
- Mässhake i silke (siden) från 1743. Den består av två hopsydda brokader med vit respektive gul botten. Båda delarna har mångfärgade blommönster. På backstycket är ett kors av silvergaloner. I tvärarmen är ett broderi med initialerna mellan en krona: A M R  M V G. På framstycket är ett kors av guldgaloner och silvergaloner. Den är 106 centimeter hög och 67 centimeter bred.
- Mässhake av silke (siden) från 1781. Den är blå med silvergaloner och guldgaloner. På backstycket finns ett kors med ett krönt Kristusmonogram IHS i korsmitten. Nedan finns initialerna S. L. och V. H. och årtalet 1781. På framstycket är en vertikal bård. Den är 105 centimeter hög och 65 centimeter bred.
- Mässhake i silke (sammet) från 1800-talet. Den är svart med silvergaloner. På backstycket finns ett kors. På framstycket finns en strålkrans med gudsnamnet hebreiska. Den är 125 centimeter hög och 95 centimeter bred.
- Mässhake i vit ylle från 1900-talet. På baksidan är ett invävt kors i brunt, gult och rött med Kristusmonogrammet i korsmitten. På framsidan är en treenighetssymbol. Den är 127 centimeter hög och 107 centimeter bred.
- Stola i grönt siden med kors av guldspets från 1900-talet. Den är 250 centimeter hög och 7 centimeter bred.
- Stola i vitt linne med tre broderade kors i guld och gult från 1900-talet. Den är 240 centimeter hög och 10 centimeter bred.
- Stola i violett linne med tre broderade kors i silver från 1900-talet. Den är 240 centimeter hög och 10 centimeter bred.
- Altarbrun tillverkad av ylle från 1900-talet. Den är mönstervävd i brunt, gult, rött, rosa, grönt och blått. Inom trekanter finns en ros, en hand och en duva. Den är 40 centimeter hög och 145 centimeter bred.
- Antependium av silke (sidendamast) från 1900-talet. Den är 89 centimeter hög och 295 centimeter bred.
- Antependium av ylle från 1964 tillverkad av Agda Österberg, Varnhem och komponerad av K. P.. Den är svart med broderi i grått, vitt och rött silke och ull samt med guldtråd. I mitten är ett kors med en krona i korsmitten. Den är 95 centimeter hög och 145 centimeter bredd.
- Antependium i vitt ylle från 1965 av Agda Österberg, Varnhem. Den är 87 centimeter hög och 143 centimeter bred.
- Antependium i rött ylle från 1965 av Agda Österberg, Varnhem. Den är 87 centimeter hög och 143 centimeter bred.
- Antependium i violett ylle från 1965 av Agda Österberg, Varnhem. Den är 87 centimeter hög och 143 centimeter bred.
- Antependium i grön ylle från 1965 av Agda Österberg, Varnhem. Den är 87 centimeter hög och 143 centimeter bred.
- Antependium i liturgiska färger. En del är tillverkade 1935 av Emie Särnstedt, Motala med grön sidendamast och ett grekiskt kors med gyllene blad.
- Predikstolskläde av silke (sidendamast) från 1900-talet. Den är grön med ett kors av guldspets. Den är 46 centimeter hög och 44 centimeter bred.
- Kormatta av ylle från 1900-talet. Den har röd botten med mönster i vitt, grått och gult. Den är 203 centimeter hög och 138 centimeter bred.
- Kollekthåv av silke, trä och metall från 1746. Kollekthåven är av gråvitt siden med gula broderade blommor. Brokad i gult, grönt och rött. Klockan är av malm och har inskriften: M: v: :B:B: A:B:V:R:B Å 1746. Träskaftet är rödmålat.
- Kollekthåv av silke, trä och silver från 1779. Kollekthåven är av siden.  Den är benvit med mångfärgat silkesbroderi och med paljetter i from av blommor, frukter och fåglar. Klockan är från år 1779.
- Kalkkläde i svart silke (sammet) från 1861. Den har ett broderi av glaspärlor och silverfrans. På ett vitt silkesfoder finns årtalet 1861 broderat.

## Orgel
- 1863 bygger August Rosenborg, Vadstena, (1808-1873), ett mekaniskt orgelpositiv. Spelbordet är placerat i orgelhusets södra gavel. Fasaden är ritad av Ludvig Hawerman. Fasaden är vitmålad med förgyllda lister och dekorationer. Förgyllningen är troligen original. 2003 ommålades orgeln.

Disposition:
| Manual C-f³                      | Pedal C-f° |
| Principal 8', B/D                | bihängd    |
| Gedakt 8', B/D                   |            |
| Fugara 8' (fr. c°)               |            |
| Viola 4'                         |            |
| Cornett II chor, 2 2/3' + 1 3/5' |            |
| Trompet 8', B/D                  |            |

- 1866: Den ursprungliga cornetten ändrades till Octava 4' och Qvinta 3' (eg. 2 2/3'). Cornettens terskor tycks aldrig ha blivit insatt.
- 1969: Orgeln restaurerades av Richard Jacoby, Stockholm, som satte in en ny Trumpet 8' i stället för den ursprungliga som togs bort i slutet av 1940-talet. På en vakant plats placerades en Ters 1 3/5' som kombinerades med Qvinta 2 2/3' till en Cornett II. (På registerandraget står dock fortfarande "Qvinta 3'".) Orgeln är mekanisk och har ett tonomfång på 54/18.

Disposition:
| Manual C-f³                      | Pedal C-f° |
| Principal 8', B/D                | bihängd    |
| Gedakt 8', B/D                   |            |
| Fugara 8' (fr. c°)               |            |
| Octava 4'                        |            |
| Viola 4'                         |            |
| Cornett II chor, 2 2/3' + 1 3/5' |            |
| Trompet 8', B/D (1969)           |            |

- Orgeln restaurerades 2010 av Bergenblad & Jonsson Orgelbyggeri.

### Böcker
- Concordia pia
- Gustav Vasas bibel som trycktes 1541, finns att beskåda i kyrkan.[2]
- Karl XII:s bibel från 1703.[2]
- Gustav V:s bibel från 1917.[2]

### Övrigt
- Ett skåp av furu i sakristian med två dörrar, gångjärn och ett lås.
- Ett skåp av furu inmurat i sakristian
- Två stolar av ek i sakristian
- Ett bord av furu bräder i sakristian.
- Fat i tenn från 1700-talet. Den är oval med brätte och stämplad i Norrköping.
- Valurna i koppar från 1924.

## Galleri

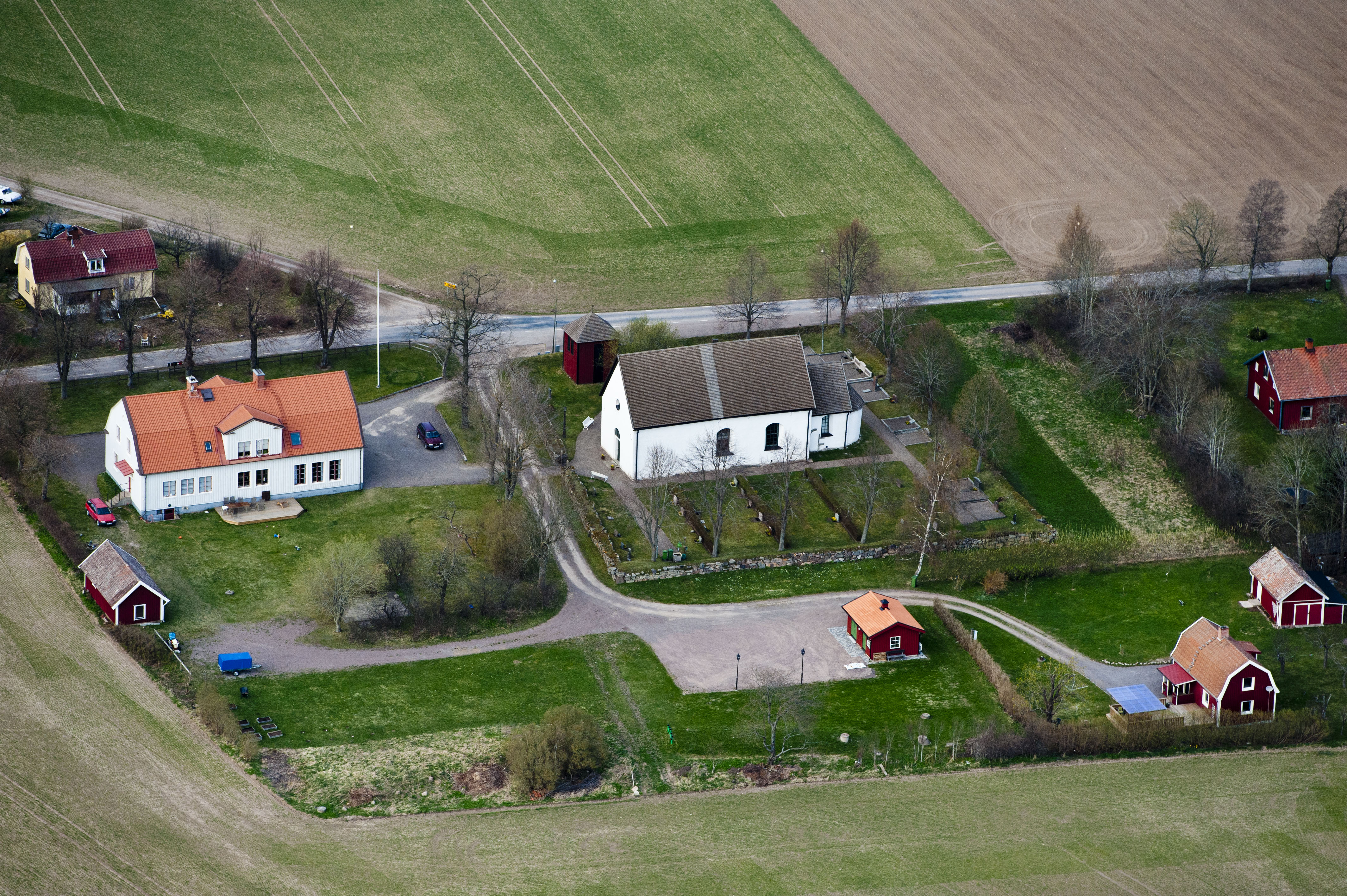
Kyrkan från ovan
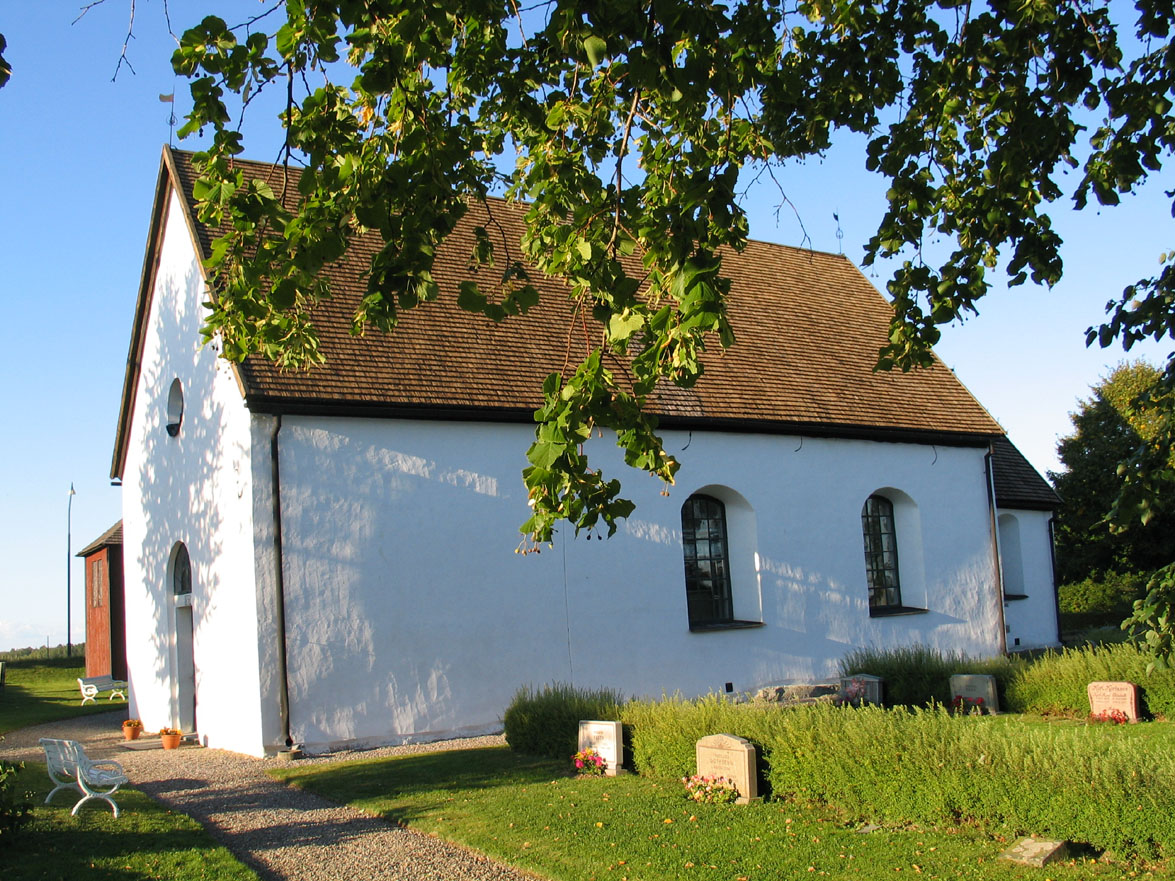
Kyrkan från söder
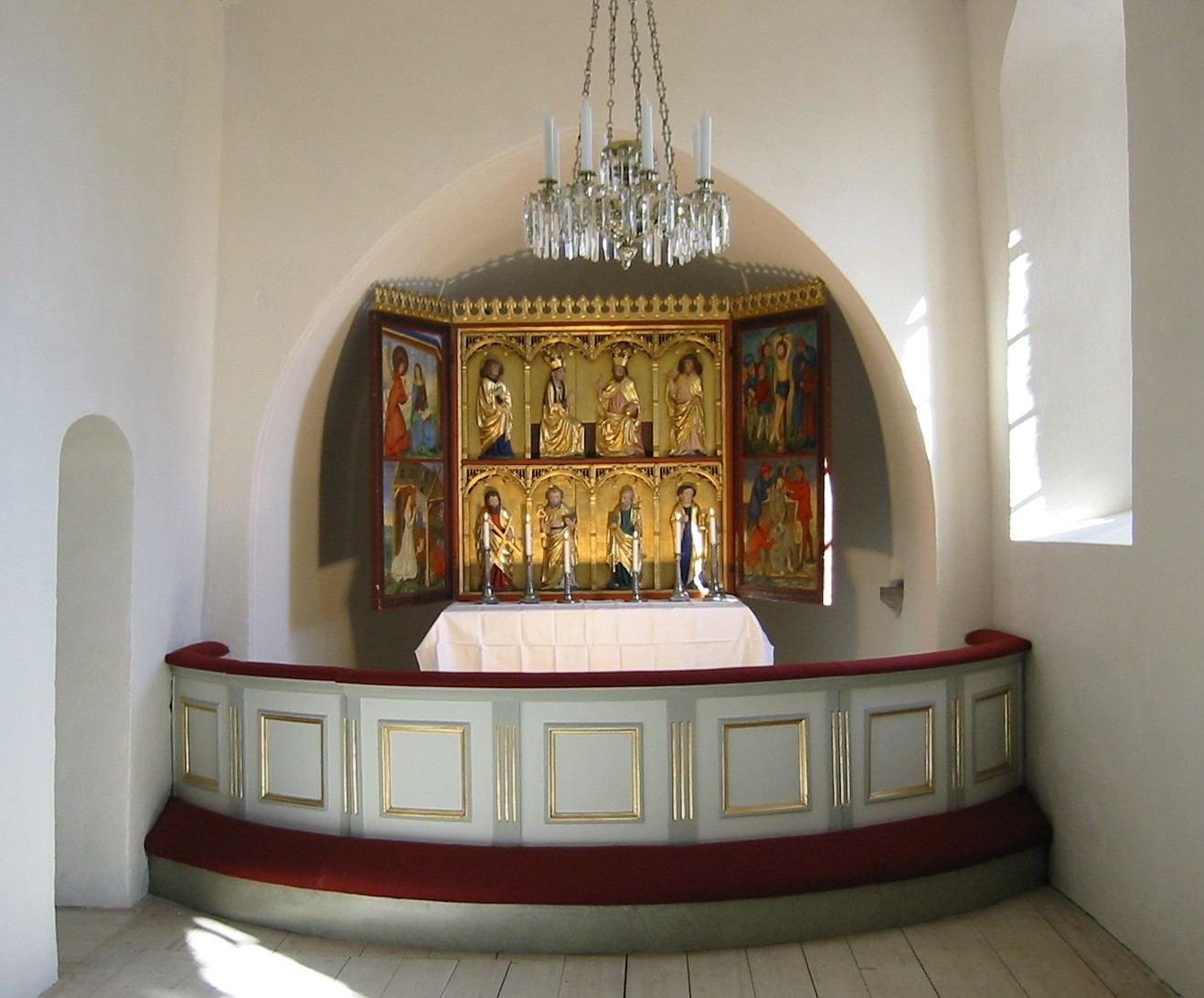
Korabsiden
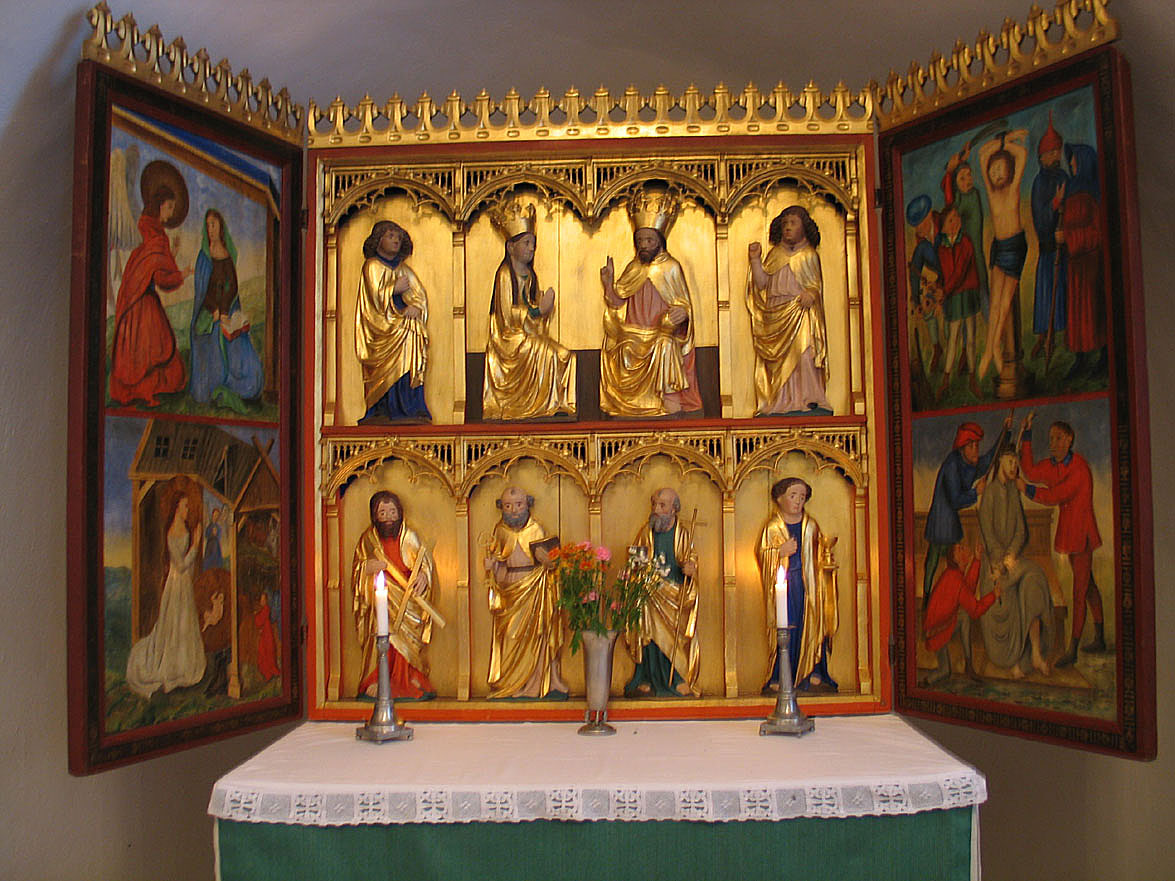
Altarskåpet
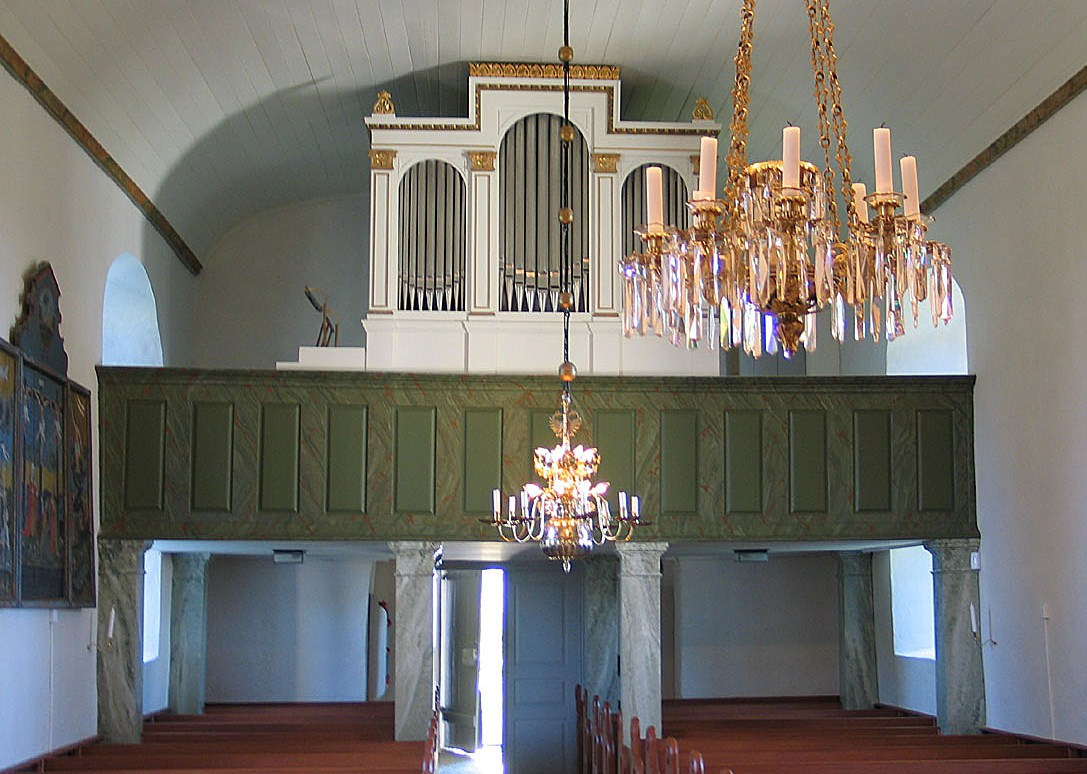
Orgeln
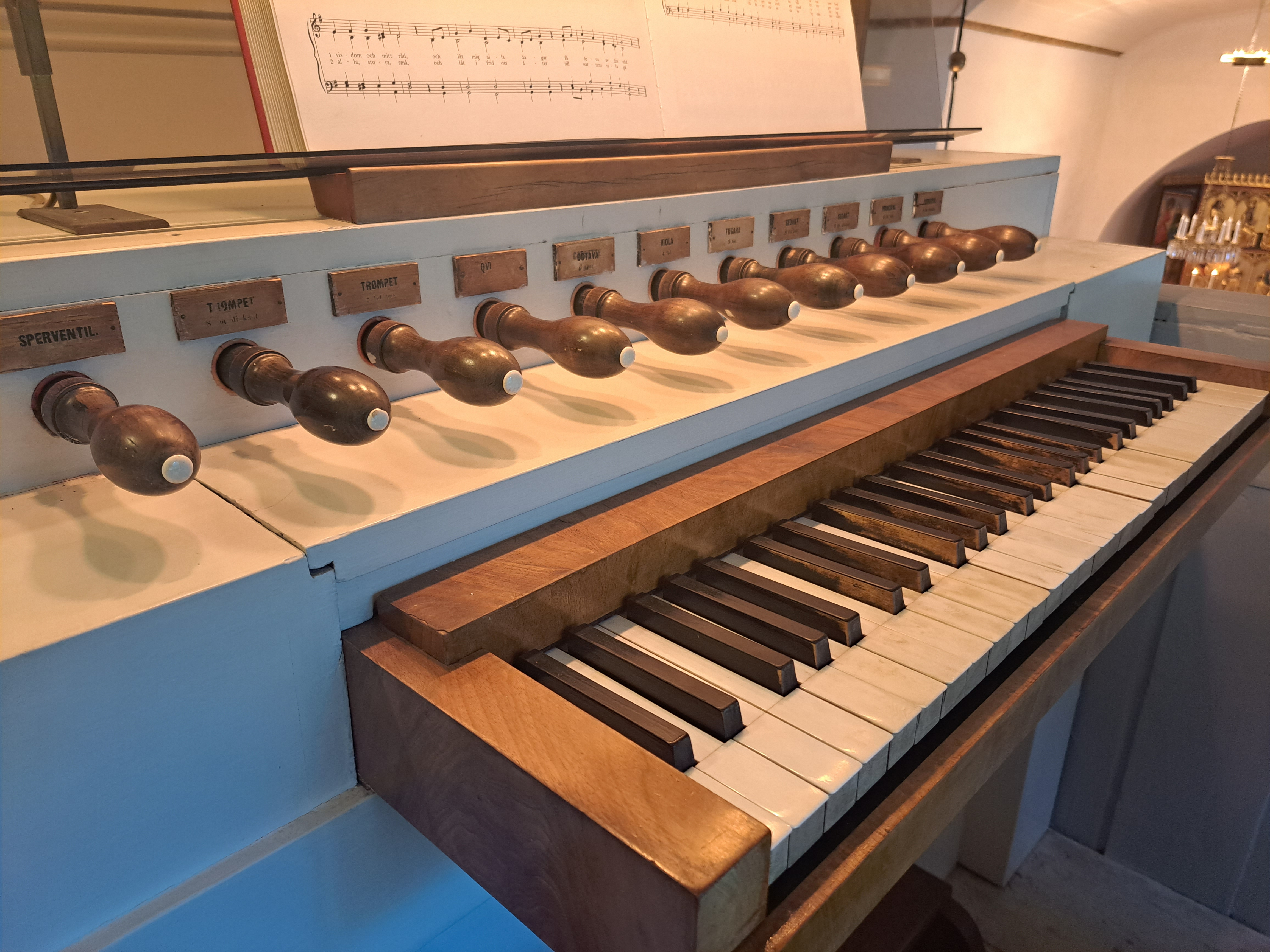